# Stanisław Eulagiusz Sobolewski
Stanisław Eulagiusz Sobolewski (ur. 26 września 1871 w Grochach, zm. 21 czerwca 1940 w Palmirach) – pułkownik piechoty Wojska Polskiego, kawaler Orderu Virtuti Militari.

## Życiorys
Urodził się 26 września 1871 w Grochach, pow. wysokomazowieckim jako syn Władysława. 27 maja 1919 roku został przyjęty do Wojska Polskiego z armii rosyjskiej, z zatwierdzeniem posiadanego stopnia pułkownika. 29 sierpnia 1919 roku został mianowany dowódcą 39 pułku piechoty Strzelców Lwowskich. Pułkiem dowodził do 28 lipca 1920 roku z przerwą od 16 czerwca do 15 lipca 1920 roku. Za przeprowadzenie głębokiego wypadu na tyły nieprzyjaciela w nocy z 10 na 11 kwietnia 1920 roku docierając do Hałuziniec, Wołkowiniec i Szaniec, w którym 39 pułk piechoty wziął 16 jeńców, 6 karabinów maszynowych, 1 lekki karabin maszynowy, 18 koni, 4 bryczki i 4 aparaty telefoniczne został odznaczony Krzyżem Srebrnym Orderu Virtuti Militari. 22 maja 1920 roku został zatwierdzony z dniem 1 kwietnia 1920 roku w stopniu pułkownika piechoty, w grupie oficerów byłych Korpusów wschodnich i byłej armii rosyjskiej. 20 września 1920 roku został mianowany dowódcą VIII Brygady Piechoty. 1 czerwca 1921 roku pełnił służbę w Oddziale V Naczelnego Dowództwa Wojska Polskiego, a jego oddziałem macierzystym był wówczas 39 pułk piechoty. 3 maja 1922 roku został zweryfikowany w stopniu pułkownika ze starszeństwem z dniem 1 czerwca 1919 roku i 35. lokatą w korpusie oficerów piechoty. 
Następnie pełnił służbę w Powiatowej Komendzie Uzupełnień Warszawa Miasto III na stanowisku komendanta. W maju 1923 roku został przydzielony do PKU Warszawa Powiat na stanowisko komendanta, lecz już w lipcu tego roku powrócił do PKU Warszawa Miasto III na stanowisko komendanta. Pozostawał wówczas oficerem nadetatowym 15 pułku piechoty „Wilków” w Dęblinie. W grudniu 1924 roku został przeniesiony do 30 pułku Strzelców Kaniowskich w Warszawie, jako nadliczbowy. Na emeryturze mieszkał w Warszawie.
W 1934 roku zajmował 94. lokatę na liście starszeństwa oficerów stanu spoczynku. Pozostawał w ewidencji Powiatowej Komendy Uzupełnień Warszawa Miasto III i posiadał przydział do Oficerskiej Kadry Okręgowej Nr I - dyspozycja dowódcy Okręgu Korpusu Nr I.
21 czerwca 1940 został zamordowany w Palmirach i pogrzebany na miejscu egzekucji (mogiła F). Po wojnie został ekshumowany i pochowany na Cmentarzu w Palmirach .

## Ordery i odznaczenia
- Krzyż Srebrny Orderu Wojskowego Virtuti Militari – 22 lutego 1921[5][6][19]